# 지괴소설
지괴소설(志怪小説)은 주로 육조 시대의 중국에서 쓰여진 기괴한 이야기로, 동시기의 지인소설(志人小説)과 함께 후의 소설의 원형이 되어, 작풍은 당의 전기소설에 인계되었다.

## 발생과 전승
중국에서 고대부터 역사서의 편찬은 중요한 일로 여겨져 활발히 행해졌지만, 시정의 준화나 무명인의 사건, 이상한 이야기 등은 그에 기재되는 것은 드물고, 그것들은 구전으로 전해졌다. 진·한 등의 궁정에서는 우창, 배우라는 오락을 위한 직업인이 내려 예능과 함께 민간의 화제를 하기도 했다. 후한말이 되면, 조비가 기괴한 이야기를 모은 「열이전」을 편했다고 전해져 육조의 동진에서는 간보 「수신기」를 저술했다. 이것들은 지괴소설로 불려 민간 설화가 많이 포함되어 있다.
한편 유송의 유의경은 고금의 인물의 일화를 모은 「세설」을 저술해, 20세기가 되어 이러한 작품을 지인 소설이라 부르게 되었다. 이후 육조 시대에는 다수의 지괴 소설, 지인 소설이 쓰여졌다.
이 발생의 배경에는 위·진 이후에 「죽림칠현」에 상징되는 지식 계급의 사람들이 모여 담론하는 청담의 풍조가 있어, 그 철학적 논의속에서의 우주의 신비나 인간 존재의 근원이라는 화제에 기괴한 사건은 예증으로서 제공되었다. 또 이 시대 당시의 정치적 동란을 유행하고 있던 오행설에 근거해 해석하거나 불교나 도교의 사상의 침투에 수반하고, 윤회전생의 이야기나, 선인이나 도사의 방법의 화제를 넓혀 불교, 도교의 신자는 지괴소설의 형식에서 서적을 만들어 냈다. 육조 말기에는 불교를 매개로서 전해진 인도 설화를 바탕으로 했다고 생각되는 작품도 있다.
이러한 지괴소설, 지인 소설은 견문한 이야기를 그대로 쓴 것으로, 소박한 문체로, 길이도 짧았지만, 당대의 전기 소설에서는 저자의 창작이나 정경 묘사가 큰 위치를 차지하게 되었다.
송대에도 전기 소설이 써 이어졌지만, 과거의 사료의 수집이라는 관점에서 지괴적인 서적도 태어나 홍매 「위견지」등이 있다.
육조 시대의 원본은 현대에는 전혀 남지 않았다. 이것들은 송대에 태송이 명해 편찬한 「태평광기」로 수집되어 남았다. 또 당대에 걸쳐 만들어진 유서인 「예문유취」 「북당서초」 「초학기」 등에 지괴 소설, 지인 소설로부터의 채록이 있다. 「태평광기」와 동시기의 유서 「태평어람」에도 지괴·지인 소설로부터의 부분 전재가 많다. 남송의 증조 「류설」이나, 명의 도종의 「설부」에서도 수집되어 명·청에는 지괴나 전기가 총서의 형태로 「5아침 소설」 「중국인 설회」 「룡위비서」 「비서 21종」등이 인쇄 출판되어 일본에서 에도 시대 이후에 넓게 읽혀졌다. 그 중에서도 명의 고간교 「고씨분방소설」, 모진 「진체비서」(청대에 「학 진토원」에 개정)이 후년에도 간행되고 있다. 다만 이러한 텍스트는 원본인 채 나오지 않게 후인의 손이 더해질 가능성이 높다.

## 소설사로의 자리 매김
「장자」에서는 꽉 차지 않는 설, 사소한 논의라는 것을 「소설」이라고 불러, 후한의 반고는 「한서」의 「예문지」로 제자백가의 분류로 사상적이 아닌 「가담항어, 도청도설」(준화나 서서 이야기 정도)의 저작자를 「소설가」라고 했다. 이 후예로서 육조 시대에 지인 소설을 소설이라고 불러, 당송시대에 지괴를 지괴 소설이라고 부르게 되었다. 이 경위로부터 「열이전」은 성립에 불명한 점도 있기 때문에, 「수신기」가 현대적인 의미로의 중국 소설의 선조로 여겨진다.
다만 장자나 반고의 「소설」은 논의가 있는 것을 가리키고 있지만, 지괴 소설, 지인 소설은 재미있는 이야기이지만 작자의 주장은 포함되지 않는 것이 많다. 지괴 소설이나 전기 소설은 문어로 쓰여진 문언 소설이지만, 송으로부터 명의 시대에서는 이것들을 바탕으로 한 이야기거리도 발전해, 이윽고 속어로 쓰여진 「수호전」 「금병매」등의 통속 소설로 계속되어 간다.

## 대표적인 작품
- 「열이전」조비의 작으로서 전해지지만, 현존하는 것은 후인의 작품이 혼입해, 성립의 경위는 불명.
- 「수신기」진이 말라 보작.
- 「수신후기」진의 도연명 작. 「도화원기」가 포함된다.
- 「술이기」제의 조충지 작. 동제목의 임해 작의 책은 지리서적 작품.
- 「이원」송의 류경숙작. 류는 강소성 동광을 산출하는 산의 사람으로, 동진의 류의, 유유를 시중들었다.
- 「한무고사」작자불상. 반고의 작으로서 전해져 왔지만, 육조의 작품이라고 볼 수 있는 지인 소설.
- 「료재지이」청의 포송령 작.

## 참고 문헌
- 마에노 나오아키 편·역 「중국 고전 문학 대계 24육조·당·송소설선」헤본사 1968년
- 타케다 아키라 역 「수신기」헤본사 2000년